# Pusta Ławka
Pusta Ławka (słow. Pustá lávka, słow. Pustabank, węg. Puszta-csorba) – wybitna przełęcz w Pustej Grani w słowackich Tatrach Wysokich. Znajduje się pomiędzy Kaczą Turnią i Zadnią Pustą Turnią. Kacza Turnia opada do niej wąską i bardzo stromą granią. Na wschód, do Doliny Kaczej z przełęczy opada głęboko wcięty żleb o korycie wypełnionym piargami. W górnej części jego lewe (patrząc od dołu) ograniczenie tworzy pionowa ściana filara Kaczej Turni, lewe ograniczenie tworzą trawiaste urwiska. Na przeciwległą stronę, do Doliny Ciężkiej skośnie opada z przełęczy kruchy zachód.

## Taternictwo
Pusta Ławka jest bardzo ważna dla taterników, prowadzi bowiem przez nią główna droga używana przez taterników jako podejście pod ścianę Galerii Gankowej (nr 2) oraz najłatwiejsza ścieżka zejściowa (nr 1) po wspinaczce w Galerii Gankowej. Czasami wykorzystywana przez taterników jako wygodne przejście łączące Dolinę Kaczą z górną częścią Doliny Ciężkiej.
Pierwsze wejścia
- letnie – Jerzy Maślanka i Józef Gąsienica Tomków, 15 października 1907 r.,
- zimowe – Stanisław Groński, 21 kwietnia 1935 r.[2]

Drogi wspinaczkowe
1. Od Zmarzłego Stawu przez usypiska pod Wagą; 0- w skali tatrzańskiej, czas przejścia 40 min;
2. Wprost od Zmarzłego Stawu; 0+, 30 min;
3. Od Ciężkiego Stawu; I, 45 min;
4. Z Doliny Kaczej, od wschodu; 0, 45 min
5. Z Pustej Ławki omijając Kaczą Turnię po wschodniej stronie (Zachodem Paryskiego na Przełączkę pod Kaczą Turnią); I, dwa miejsca 2, 30 min[1].

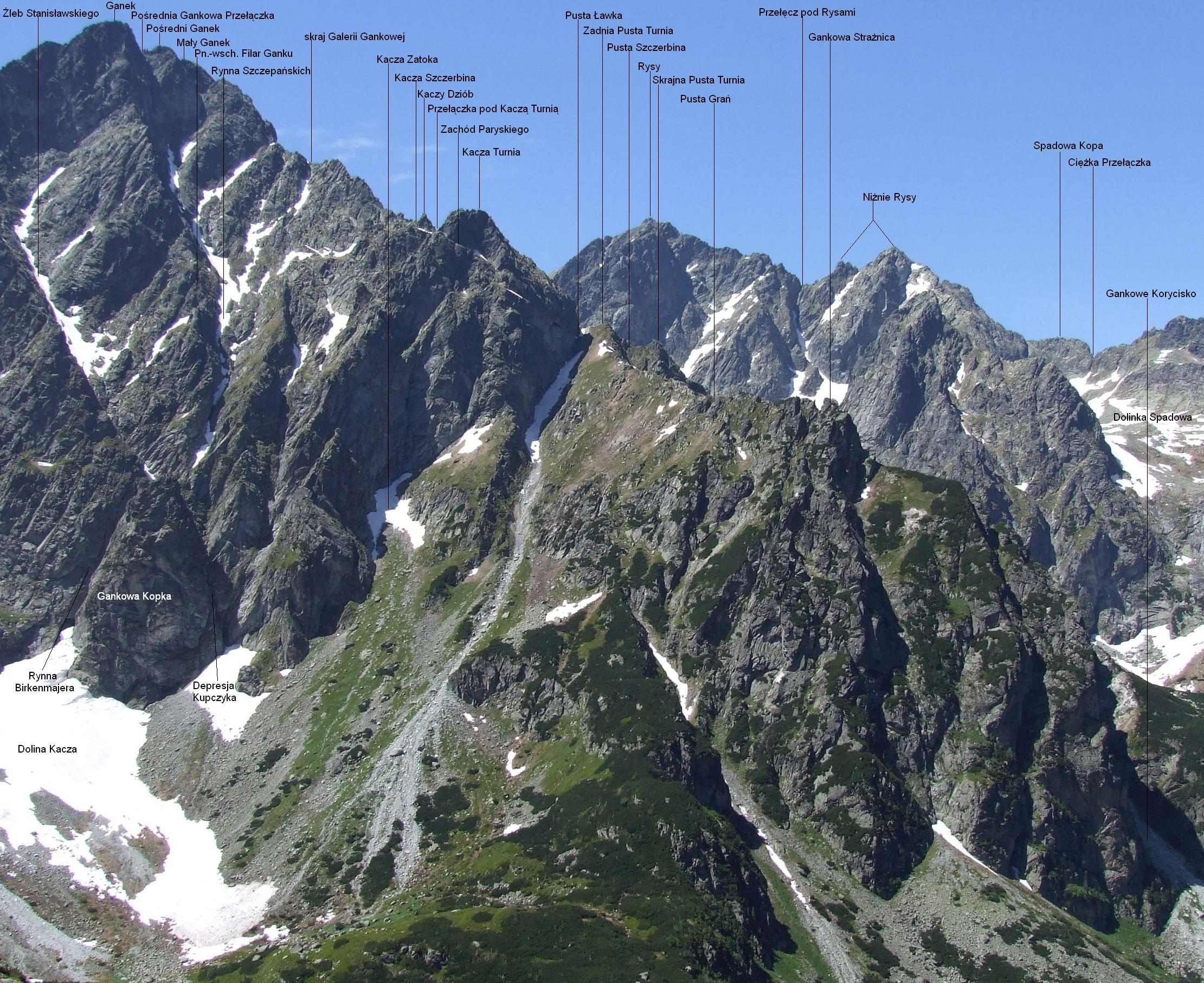
Widok z Doliny Litworowej